# Krzysztof Pyrć
Krzysztof Pyrć (ur. 1979) – polski naukowiec, wirusolog, profesor nauk biologicznych, nauczyciel akademicki Uniwersytetu Jagiellońskiego. Prezes-elekt Fundacji na rzecz Nauki Polskiej.

## Życiorys
W 2003 ukończył biotechnologię ze specjalnością biologia molekularna na Uniwersytecie Jagiellońskim (UJ). Studia kontynuował w Academic Medical Center Uniwersytetu Amsterdamskiego oraz na Uniwersytecie Karoliny Północnej w Chapel Hill. W 2007 uzyskał na Uniwersytecie Amsterdamskim stopień doktora nauk medycznych, na podstawie dysertacji Virus discovery and human coronavirus NL63. Stopień doktora habilitowanego uzyskał na Wydziale Biologii i Ochrony Środowiska Uniwersytetu Łódzkiego w 2013 na podstawie pracy Wirusowe zakażenia układu oddechowego – modele badawcze i detekcja patogenów. W 2019 otrzymał tytuł profesora nauk biologicznych.
Autor ponad 140 publikacji naukowych w czasopismach takich jak „Nature Medicine” (Impact Factor 87), „Clinical Microbiology Reviews”, „Signal Transduction and Targeted Therapy” czy „Eurosurveillance”, które łącznie były cytowane ponad 12 tysięcy razy.
W latach 2008–2016 adiunkt w Zakładzie Mikrobiologii Wydziału Biochemii, Biofizyki i Biotechnologii UJ, a w latach 2016–2018 profesor nadzwyczajny w tymże. Od 2009 do 2016 koordynator ds. naukowych programu „Biotechnologia Molekularna dla Zdrowia” Wydziału Biochemii, Biofizyki i Biotechnologii UJ. Kierownik licznych projektów badawczych, finansowanych m.in. przez HERA, Horyzont2020, IMI2, European Cooperation in Science and Technology, Narodowego Centrum Nauki, Fundacji na rzecz Nauki Polskiej, Narodowego Centrum Badań i Rozwoju oraz Ministerstwa Nauki i Szkolnictwa Wyższego, a także projektów komercyjnych.
Od 2017 członek Rady Małopolskiego Centrum Biotechnologii, a od 2018 kierownik Pracowni Wirusologii i twórca Laboratorium Wirusologicznego BSL3 Virogenetics w Małopolskim Centrum Biotechnologii, a także laboratorium zakaźnego na Wydziale Biochemii, Biofizyki i Biotechnologii UJ.
W 2024 roku został wybrany prezesem Fundacji na rzecz Nauki Polskiej, a stanowisko to obejmie w połowie 2025 roku.
Aktywność doradcza
W marcu 2020, po wybuchu pandemii koronawirusa SARS-CoV-2 stanął na czele zespołu prowadzącego badania nad wirusem w Małopolskim Centrum Biotechnologii. 25 marca 2020 został powołany na członka zespołu doradczego ministra nauki i szkolnictwa wyższego „do spraw działań związanych z zapobieganiem, przeciwdziałaniem i zwalczaniem COVID-19”. Był sygnatariuszem opublikowanego 31 marca 2020 listu otwartego, w którym ponad pięćset pięćdziesiąt uczonych, pracowników naukowych, lekarek i innych specjalistów medycznych zaapelowało do prezydenta i premiera Polski o przełożenie planowanych na 10 maja wyborów prezydenckich w związku z pandemią koronawirusa. Sygnatariusze listu wezwali, by wybory zostały przeprowadzone w innym terminie, „w warunkach niezagrażających zdrowiu i życiu obywateli”. Został zastępcą przewodniczącego zespołu doradczego ds. COVID-19 przy prezesie Polskiej Akademii Nauk, członkiem rady programowej inicjatywy Nauka przeciw Pandemii oraz członkiem Rady Medycznej przy Prezesie Rady Ministrów. Został też ekspertem Agencji Oceny Technologii Medycznych i Taryfikacji – AOTMiT w zakresie diagnostyki terapii SARS-CoV-2.
Od 2021 roku członek grupy eksperckiej ds. COVID-19 przy Komisji Europejskiej. W latach 2020–2022 zaliczony do grona najbardziej wpływowych osób w polskiej medycynie.
Prof. Krzysztof Pyrć przyjął w 2021 roku, w obliczu kryzysu służby zdrowia i nauki, zaproszenie do Rady ds. Ochrony Zdrowia przy Narodowej Radzie Rozwoju Prezydenta Rzeczypospolitej Polskiej. Jednakże 30 maja 2023 roku, zdecydował się na wystąpienie z niej w odpowiedzi na podpisanie przez Prezydenta RP ustawy zwanej „Lex Tusk”.
Swoją decyzję uzasadnił w następujący sposób: „W obliczu podpisania przez Pana Prezydenta ustawy, która umożliwia niszczenie wolności i demokracji w imię interesów partyjnych, nie mogę pozostać bierny. Drastyczne w mojej opinii złamanie Konstytucji Rzeczypospolitej Polskiej oraz postawienie racji partyjnej ponad racją stanu zmuszają mnie do podjęcia decyzji o złożeniu rezygnacji z udziału Narodowej Radzie Rozwoju”.
W 2024 roku został członkiem Zespołu do spraw Monitorowania i Oceny Sytuacji dotyczącej Zagrożeń związanych z Chorobami Zakaźnymi przy Ministrze Zdrowia, Izabeli Leszczynie.

## Członkostwo w towarzystwach naukowych
- European Society for Virology
- American Society of Virology
- Polskie Towarzystwo Wirusologiczne
- Polskie Towarzystwo Biologii Komórki

## Nagrody
- 2024. 10 najbardziej wpływowych osób w polskiej medycynie. Puls Medycyny[37].
- 2023: Nagroda CITTRU za wybitne osiągnięcia w zakresie wynalazczości[38]
- 2024. 20 najbardziej wpływowych osób w polskiej medycynie. Puls Medycyny[39].
- 2022: Medal Świętego Krzysztofa[40]
- 2022: Nagroda Specjalna Polska Press[41]
- 2022: Nagroda „Perspektywy medycyny”[42]
- 2022. 10 najbardziej wpływowych osób w polskiej medycynie. Puls Medycyny[43].
- 2021: Nagroda Miasta Krakowa[44]
- 2021: Medal Mikołaja Kopernika Polskiej Akademii Nauk[45]
- 2021: Tytuł Promotora Polski od Fundacja Polskiego Godła Promocyjnego
- 2021: Tytuł Człowieka Roku Gazety Krakowskiej[46]
- 2021: 100 najbardziej wpływowych osób w polskiej medycynie. Puls Medycyny[47]
- 2020: Nagroda Ministra Nauki i Szkolnictwa Wyższego
- 2018: Nagroda im. prof. K. Bassalika
- 2018: Indywidualna nagroda rektora Uniwersytetu Jagiellońskiego
- 2014: Indywidualna nagroda rektora Uniwersytetu Jagiellońskiego
- 2013: Indywidualna nagroda rektora Uniwersytetu Jagiellońskiego
- 2012: Stypendium Ministra Nauki i Szkolnictwa Wyższego dla wybitnych młodych naukowców
- 2011: Indywidualna nagroda rektora Uniwersytetu Jagiellońskiego
- 2008: Nagroda tygodnika „Polityka”
- 2008: Stypendium START Fundacji na rzecz Nauki Polskiej
- 2008: Nagroda Holenderskiego Towarzystwa Chorób Zakaźnych za najlepszą pracę doktorską w Holandii w latach 2005–2007